# Uniplanar
Uniplanar is de naam van een motorophanging van Buell-motorfietsen.
Buell was een dochteronderneming van Harley-Davidson, en gebruikte ook motorblokken van dit merk. Om de trillingen van deze V-twins te elimineren hangt het motorblok in rubbers en scharniert de achtervork aan dit blok. Omdat de achtervork hierdoor ook zou kunnen bewegen ten opzichte van het frame zorgen speciale stangen ervoor dat bewegingen opzij niet mogelijk zijn.
Een latere versie hiervan is Quadrolastic. Dit is een flexibele vierpunts motorophanging. 